# Samuel Beckett
Samuel Barclay Beckett (Dublino, 13 aprile 1906 – Parigi, 22 dicembre 1989) è stato un drammaturgo, scrittore, poeta, traduttore e sceneggiatore irlandese.
Considerato uno degli scrittori più influenti del XX secolo, Beckett, il cui capolavoro è Aspettando Godot, è senza dubbio la più significativa personalità (insieme a Eugène Ionesco, Arthur Adamov e al primo Harold Pinter) di quel genere teatrale e filosofico che Martin Esslin definì teatro dell'assurdo. Ma la sua produzione artistica va intesa in senso più ampio, in quanto fu autore complesso anche nel campo radiofonico, televisivo e cinematografico (Film del 1965 con Buster Keaton).
Autore di romanzi e di poesie, nel 1969 Beckett venne insignito del Premio Nobel per la letteratura «per la sua scrittura, che – nelle nuove forme per il romanzo ed il dramma – nell'abbandono dell'uomo moderno acquista la sua altezza».

## Biografia

### Infanzia ed educazione
Era nipote del pallanuotista olimpico irlandese James Beckett. I Beckett erano protestanti, membri della Chiesa d'Irlanda. La dimora di famiglia, Cooldrinagh a Foxrock, quartiere periferico di Dublino, era una grande casa con giardino e un campo da tennis, costruita nel 1903 dal padre di Samuel, William, funzionario in campo edile. La casa e il giardino, insieme alla campagna circostante dove spesso andava a passeggiare con suo padre, il vicino ippodromo Leopardstown Racecourse, la stazione ferroviaria di Harcourt Street, sono tutte presenti nelle sue opere.
Samuel Beckett nasce probabilmente il 13 aprile 1906, un venerdì santo, nonostante i registri anagrafici riportino come data il 14 giugno, mentre un altro certificato di nascita indichi il 13 maggio. All'età di cinque anni, Beckett inizia a frequentare la scuola materna locale, dove comincia a studiare musica. Successivamente si trasferisce alla Earlsford House School nel centro della città, vicino ad Harcourt Street. Nel 1919, Beckett frequenta la Portora Royal School a Enniskillen, nella contea di Fermanagh, dove fu studente anche Oscar Wilde. Ottiene ottimi risultati nello studio del francese, lingua che padroneggerà in modo perfetto in età adulta. Atleta naturale, Beckett eccelle nel cricket come battitore e lanciatore. Più tardi, come giocatore della University of Dublin, gioca due match contro il Northamptonshire, divenendo l'unico Premio Nobel ad apparire nel Wisden Cricketers' Almanack, il più illustre libro del cricket inglese.

### Prime opere
Beckett studia francese, italiano e inglese al Trinity College di Dublino tra il 1923 e il 1927. Nel 1926 viaggia lungamente in Francia, nel 1927 in Italia. Si laurea con un Bachelor of Art e riceve la medaglia d'oro per l'eccellenza dei suoi risultati. Dopo aver insegnato per un breve periodo al Campbell College a Belfast, assume la carica di lecteur d'anglais alla École normale supérieure di Parigi. Qui, grazie a Thomas MacGreevy, un poeta e confidente di Beckett che lavorava in città, ha la possibilità di conoscere James Joyce. Questo incontro ha una profonda influenza sul giovane Beckett, che assiste Joyce in vari modi, in particolare aiutandolo con altri amici nella traduzione in francese di alcune pagine di quello che sarebbe diventato Finnegans Wake.
Nel 1929 Beckett pubblica il suo primo lavoro, un saggio critico intitolato Dante... Bruno. Vico.. Joyce che sarebbe stato inserito da Joyce nell'antologia Our Exagmination round his factification for incamination of Work in Progress (La nostra analisi intorno alla sua realizzazione per la diffusione del Work in Progress), che include anche le collaborazioni di Eugene Jolas, Robert McAlmon e William Carlos Williams, fra gli altri e che avrebbe avuto il compito di fornire strumenti e risposte ai critici che avrebbero dovuto analizzare l'esegesi del Finnegans Wake. Lo stretto rapporto fra Beckett, Joyce e la sua famiglia, comunque, si raffredda quando respinge la figlia di Joyce, Lucia, che soffriva di schizofrenia. Sempre in questo periodo il suo primo racconto, Assumption, viene pubblicato nel periodico Transition, fondato da Eugene Jolas.
Nel 1930 Beckett torna al Trinity College come docente universitario, ma presto rimane deluso da questa scelta. Esprime la sua avversione facendo uno scherzo alla Modern Language Society of Dublin, leggendo un testo in francese di un autore di Tolosa chiamato Jean du Chas, fondatore di un movimento detto Concentrismo; Chas e il Concentrismo, comunque, erano pura finzione, essendo stati inventati da Beckett per beffarsi dell'eccessiva pedanteria dell'ambiente accademico.
Beckett rassegna le dimissioni dal Trinity College alla fine del 1931, terminando la sua breve carriera di insegnante. Commemora questo punto di svolta nella sua vita componendo il poema Gnome, ispirato dalla lettura del Wilhelm Meisters Lehrjahre di Goethe, e pubblicato dal Dublin Magazine nel 1934:
(Samuel Beckett, Gnome)
Abbandonato l'insegnamento, Beckett comincia a viaggiare per l'Europa. Passa un po' di tempo anche a Londra, dove nel 1931 pubblica Proust, uno studio critico sull'autore francese Marcel Proust. Nel giugno di quell'anno ha luogo un violento contrasto con la madre, che non approva la sua attività letteraria. Due anni dopo, in seguito alla morte di suo padre, si sottopone a un trattamento di due anni con lo psicoanalista della Tavistock Clinic, Wilfred Bion, che lo fa assistere ad una conferenza di Carl Gustav Jung, un evento che Beckett ricorderà per molti anni, e che influenza i suoi lavori successivi, inclusi Watt e Aspettando Godot. Nel 1932 scrive il suo primo romanzo, Dream of Fair to Middling Women, ma dopo diversi rifiuti da parte degli editori decide di abbandonarlo; il libro sarà poi pubblicato nel 1993. Nonostante l'impossibilità di farsi pubblicare il romanzo, comunque, questo serve come fonte per i suoi primi poemi e per il suo primo libro di racconti del 1933, More Pricks than Kicks (Più pene che pane).
Beckett pubblica nel corso degli anni anche diversi saggi, come Recent Irish Poetry (nel periodico The Bookman, agosto 1934) e Humanistic Quietism, una recensione delle poesie del suo amico Thomas MacGreevy (nel periodico The Dublin Magazine, luglio-settembre 1934). Questi due lavori, incentrati sulle opere di MacGreevy, Brian Coffey, Denis Devlin e Blanaid Salkeld, malgrado il loro scarso successo all'epoca, comparano favorevolmente questi autori con i contemporanei esponenti del Rinascimento Celtico e invocano Ezra Pound, Thomas Stearns Eliot e i simbolisti francesi come loro precursori. Nel descrivere questi poeti come "Nucleo vivo del movimento poetico irlandese", Beckett traccia la linea del canone della poetica modernista irlandese.
Nel 1935, l'anno in cui Beckett pubblica con successo il suo libro di poesie Echo's Bones and Other Precipitates (Ossa d'eco), lavora anche sul suo romanzo Murphy. Nel maggio dello stesso anno scrive a MacGreevy riguardo alle sue ricerche sul cinema e al suo desiderio di andare a Mosca per studiare con Sergej Ėjzenštejn all'Istituto di Cinematografia Gerasimov. Verso la metà del 1936 scrive ad Ejzenštejn e Vsevolod Pudovkin, offrendosi come apprendista. Non se ne fa nulla, anche perché la lettera va perduta a causa del periodo di quarantena a cui deve sottoporsi Ejzenštejn durante lo scoppio dell'epidemia di vaiolo, nonché alla sua concentrazione nel riscrivere una sceneggiatura della sua produzione posticipata. Beckett, nel frattempo, ultima Murphy, e, nel 1936, parte per un intenso viaggio in Germania, durante il quale riempie diversi taccuini con liste di opere d'arte degne di nota che ha visto e sviluppa la sua avversione nei confronti della barbarie nazista che stava sopraffacendo il paese. Ritorna in Irlanda per un breve periodo nel 1937, dove supervisiona la pubblicazione di Murphy (1938), che traduce personalmente in francese l'anno successivo. Ha anche un profondo litigio con la madre, che contribuisce alla decisione di trasferirsi in modo stabile a Parigi, dove torna definitivamente dopo lo scoppio della Seconda guerra mondiale nel 1939, preferendo (parole sue) "La Francia in guerra, che l'Irlanda in pace". Diventa conosciuto presso i caffè della Rive gauche, dove rafforza la sua amicizia con Joyce e ne trova altre in artisti come Alberto Giacometti e Marcel Duchamp, con il quale gioca regolarmente a scacchi. Nel dicembre 1937 ha una breve relazione con Peggy Guggenheim, che lo soprannomina "Oblomov", come il protagonista dell'omonimo romanzo di Ivan Gončarov.
A Parigi, nel gennaio 1938, rifiutando le avance di un famigerato prosseneta, conosciuto ironicamente con il nome di "Prudent", Beckett viene accoltellato al petto, rischiando la vita. James Joyce organizza una stanza privata all'ospedale per l'infortunato Beckett. La pubblicità attorno all'accoltellamento attira l'attenzione di Suzanne Dechevaux-Dumesnil, che conosceva Beckett di vista fin dal suo arrivo a Parigi; da questo momento i due sviluppano un forte legame che durerà per tutta la vita. Nell'udienza preliminare, Beckett domanda al suo assalitore il motivo celato dietro al gesto, e Prudent risponde con nonchalance, "Je ne sais pas, Monsieur. Je m'excuse" ("Non lo so, signore. Mi dispiace"). Beckett alla fine lascia cadere le accuse contro l'assalitore, in parte per evitare ulteriori formalità, ma anche perché trova in Prudent una persona simpatica e dalle buone maniere.

### Seconda guerra mondiale
Beckett si unisce alla Resistenza francese dopo l'occupazione tedesca nel 1940, lavorando come corriere.
Nell'agosto 1942, la sua unità viene tradita e lui e Suzanne fuggono a sud al sicuro nel piccolo villaggio di Roussillon, nel dipartimento del Vaucluse nella regione Provenza-Alpi-Costa Azzurra. Continua a fornire il suo aiuto alla Resistenza nascondendo armi nel retro della sua casa. Durante i due anni di permanenza a Roussillon aiuta indirettamente il sabotaggio dei Maquis all'esercito tedesco nelle montagne del Vaucluse, nonostante parlasse raramente del suo contributo durante la guerra.
Beckett è stato insignito della Croix de guerre e della Medaille de la Resistance dal governo francese per il suo impegno nel combattere l'occupazione tedesca. Negli ultimi anni di vita, Beckett si riferiva al suo lavoro con la resistenza francese come "roba da boy scout". A Roussillon continua a lavorare al romanzo Watt (cominciato nel 1941 e completato nel 1945, ma pubblicato solo nel 1953).

### Dopo la guerra
Nel 1945 Beckett torna a Dublino per una breve visita. Durante questo soggiorno, ha una rivelazione nella stanza di sua madre, nella quale gli appare tutto il suo futuro percorso letterario. Questa esperienza verrà romanzata nella rappresentazione L'ultimo nastro di Krapp. Nell'opera, la rivelazione di Krapp, forse ambientata nell'East Pier in Dun Laoghaire (nonostante nulla nell'opera provi questa supposizione) avviene durante una notte tempestosa. Alcuni critici hanno identificato Beckett con Krapp, al punto di presumere che la sua epifania artistica fosse accaduta nella stessa posizione e nelle stesse condizioni temporali. Comunque, molti critici letterari hanno osteggiato la comparazione delle esperienze dei personaggi con quelle dei propri autori. Per tutta la rappresentazione, Krapp ascolta una registrazione fatta precedentemente nella sua vita; in un certo momento sente il giovane se stesso dire "...clear to me at last that the dark I have always struggled to keep under is in reality my most..." ("...mi è chiaro infine che la tenebra che ho sempre cercato di soffocare è in realtà il mio più..."). Krapp manda avanti velocemente il nastro prima che il pubblico possa ascoltare la rivelazione completa. Più tardi Beckett rivelerà a James Knowlson (che lo riporterà nella biografia Damned to fame) che le parole mancanti del nastro erano "prezioso alleato".
Nel 1946, il periodico di Jean-Paul Sartre Les Temps Modernes pubblica la prima parte del racconto Suite (chiamato più tardi La fin), senza rendersi conto che Beckett aveva presentato solo la prima metà della storia; Simone de Beauvoir rifiuterà di pubblicare la seconda parte. Beckett comincia anche a scrivere il suo quarto romanzo, Mercier e Camier, che verrà pubblicato nel 1970. Il romanzo è da considerarsi in qualche modo il predecessore della sua opera più famosa, Aspettando Godot, scritta non molto tempo dopo, ed è anche il primo importante lavoro di Beckett a essere scritto direttamente in francese, la lingua di molte delle sue opere successive, inclusa la "trilogia" di romanzi che avrebbe scritto a breve: Molloy, Malone muore e L'innominabile. Nonostante fosse di madrelingua inglese, Beckett scelse il francese perché, come egli stesso disse, era più facile per lui scrivere "senza stile".

### Il teatro, il cinema e la televisione
Beckett è famoso principalmente per l'opera teatrale Aspettando Godot. In un articolo, il critico Vivian Mercier scrisse che Beckett "ha realizzato il teoricamente impossibile, un'opera in cui non succede nulla, ma che tiene incollati gli spettatori ai loro posti. In più, considerando che il secondo atto è una ripresa leggermente differente del primo, ha scritto un'opera in cui non succede nulla, due volte.". Come molte delle sue opere a partire dal 1947, la rappresentazione è stata scritta inizialmente in francese col titolo En attendant Godot. Beckett la scrive fra l'ottobre 1948 e il gennaio 1949. Viene pubblicata nel 1952 e la sua prima rappresentazione avviene nel 1953 al "Theatre de Babylone" a Parigi, dove ha un discusso e controverso esito. Due anni dopo appare la traduzione in inglese, curata da lui stesso. A Londra raccoglie nel 1955 diverse recensioni negative, fino a quando le reazioni positive di Harold Hobson nel Sunday Times e di Kenneth Tynan ne risollevano le sorti. Negli Stati Uniti è un fiasco a Miami, mentre ottiene grande successo a New York.
Il successo di Aspettando Godot apre a Beckett la carriera teatrale. Dopo Aspettando Godot, Beckett scrive diverse opere teatrali, fra cui Finale di partita, rappresentata nel 1957, L'ultimo nastro di Krapp, rappresentata nel 1958, Giorni felici, rappresentata nel 1961, Commedia, rappresentata nel 1963 e una serie di brevi testi scritti fra il 1962 e il 1982 (da Va e vieni a Non io a Catastrofe a Cosa dove) denominati dallo stesso Beckett "dramaticules" (riuscito neologismo che nasce con l'intento di rappresentare l'esiguità della parola e dell'azione con l'effetto di "sdrammatizzare il dramma"). Catastrofe fu scritta nel 1982 per essere rappresentata al Festival d'Avignone come atto di solidarietà al drammaturgo cecoslovacco Václav Havel (imprigionato come dissidente a causa del suo impegno politico nel 1979).
L'attività di Beckett come autore multimediale si avvia nel 1956, quando gli viene commissionata dalla BBC Third Programme l'opera radiofonica Tutti quelli che cadono. Nel 1961 scrive altre tre sceneggiature per la radio (nell'ordine Parole e musica, Radio I e Cascando) legate da una caratteristica comune: la presenza della voce umana e della musica come entità partecipanti attivamente all'azione drammatica. Ma è nel 1964 che Beckett incontra Buster Keaton, per il quale realizzerà il cortometraggio Film per la regia di Alan Schneider, che sarà presentato al New York Film Festival nel 1965. Mosso da una continua ricerca di nuovi linguaggi espressivi, Beckett realizza per la televisione tedesca (anche come regista) cinque "teleplays" di notevole impatto visivo per la sperimentazione visiva e l'ideazione registica (si segnalano in particolar modo Ghost Trio del 1975, Quad, del 1981 e Nacht und Träume del 1982).

### Il Nobel
Nell'ottobre 1969 Beckett, in vacanza in Tunisia con Suzanne, viene insignito del Premio Nobel per la letteratura. Suzanne, capendo che il riservato Beckett da quel momento in poi sarebbe stato ricoperto da grande fama, si rivolge al riconoscimento come a una "catastrofe". Nonostante Beckett non dedicasse molto tempo alle interviste, incontrava, a volte, personalmente gli artisti, gli studiosi e gli ammiratori che lo cercavano nell'anonimo atrio dell'Hotel PLM St. Jacques a Parigi, vicino alla sua casa a Montparnasse.

### La morte
Suzanne (che nel 1961 sposa con rito civile segreto nel Regno Unito, per questioni legate alle leggi francesi sull'eredità) muore il 17 luglio 1989. Sofferente di enfisema e probabilmente anche di malattia di Parkinson, confinato in una casa di cura, Beckett muore il 22 dicembre dello stesso anno. I due sono sepolti insieme nel cimitero di Montparnasse a Parigi, condividendo una semplice lapide di granito, secondo i desideri dello stesso Beckett: "senza colori, lunga e grigia".

## Produzione letteraria
La carriera di scrittore di Beckett può essere suddivisa approssimativamente in tre periodi: il primo periodo, fino alla fine della Seconda guerra mondiale nel 1945; il periodo intermedio, fra il 1945 fino ai primi anni sessanta, durante il quale nascono le sue opere più conosciute; e l'ultimo periodo, dai primi anni sessanta fino alla sua morte nel 1989, quando i suoi lavori divengono via via sempre più corti e il suo stile minimalista.

### Primo periodo
I primi scritti di Beckett sono in genere fortemente influenzati dai lavori del suo amico James Joyce: essi sono infatti profondamente eruditi, e sembrano mostrare come l'unico interesse dell'autore sia il proprio accrescimento culturale, come si nota da diversi passaggi dal significato oscuro. L'Incipit della raccolta di racconti Più pene che pane (1934) ci offre un esempio significativo di ciò:
Questo estratto è pieno di riferimenti alla Divina Commedia, in modo da confondere i lettori privi di familiarità con il capolavoro dantesco. Contemporaneamente però, ci sono già diverse componenti che torneranno nei suoi lavori successivi: l'inattività fisica di Belacqua; l'isolamento dei personaggi nei propri pensieri e nella propria mente; l'irriverenza della frase di chiusura.
Simili elementi sono presenti nel primo romanzo pubblicato da Beckett, Murphy (1938) nel quale vengono introdotti i temi ricorrenti della pazzia e degli scacchi. La frase d'apertura allude anche ai toni piuttosto pessimistici e all'umorismo macabro che caratterizzeranno tutta l'opera di Beckett. Watt, scritto da Beckett durante la permanenza a Roussillon durante il secondo conflitto mondiale, è simile in termini di temi trattati, ma meno esuberante nel suo stile. Questo romanzo, esplora in alcuni punti il movimento umano come permutazione matematica, anticipando il futuro interesse per Beckett, sia nei romanzi che nelle opere drammatiche, per la precisione del movimento.
È sempre in questo primo periodo che Beckett inizia a scrivere in francese. Negli ultimi trent'anni, scrive diverse poesie in questa lingua, e ciò sembra mostrare che Beckett, anche se attraverso la mediazione di un altro linguaggio, è in procinto di semplificare il suo stile, un cambiamento evidente anche in Watt.

### La trilogia

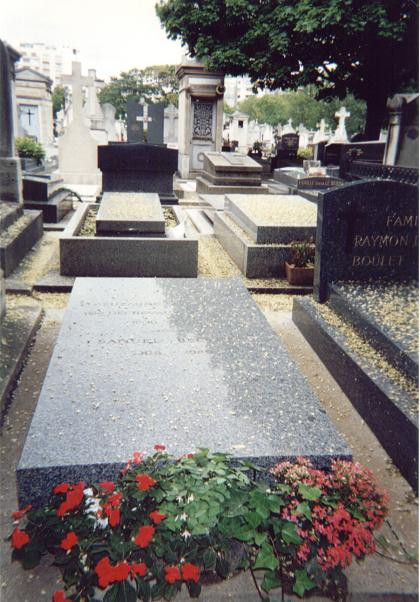
Tomba di Samuel Beckett

Se la fama di Beckett si deve ad Aspettando Godot, è l'opera narrativa dello scrittore, soprattutto la cosiddetta trilogia di romanzi scritti tra il 1951 e il 1953 Molloy, Malone muore e L'innominabile, a rappresentare uno dei vertici della letteratura della seconda metà del XX secolo. Con i volumi della trilogia, Beckett, nel solco di Joyce, compie un'operazione di riconfigurazione del romanzo moderno, ma anche di progressiva distruzione, sancendone con L'Innominabile la dissoluzione formale.
Pur essendo stato profondamente influenzato da Joyce nella sua prima produzione letteraria, è proprio negli anni cinquanta che Beckett, in una sorta di ripudio-uccisione dell'ingombrante "padre" artistico, e in modo specifico con i romanzi (o anti-romanzi) della trilogia, si definisce in termini antitetici all'autore dell'Ulisse.
Se la strada percorsa da Joyce e da altri grandi autori modernisti come Marcel Proust e Robert Musil prevedeva un progetto di letteratura totalizzante, in grado di raccontare il reale per accumulo, abbracciandone i molteplici livelli di significato, la strada di Beckett si pone antiteticamente, nel solco di una radicale impotenza a trarre un qualsiasi senso compiuto dalla realtà. Per Beckett le parole sono obbligate al paradosso suppliziante di volere comunicare che non c'è niente da comunicare. Raccontare, narrare, è unicamente possibile attraverso una serie di finzioni, affabulazioni, che i protagonisti della trilogia (progressivamente sempre più tesi alla disgregazione della propria identità personale), si raccontano (e raccontano al lettore), nello sforzo disperato e vano di dare consistenza a sé stessi e al mondo.

### Dopo la trilogia
Il periodo successivo alla stesura dei romanzi che compongono la trilogia, fu per Beckett un periodo di difficoltà oggettiva a riprendere nuovamente a narrare in prosa. Egli stesso ebbe a dire che continuare a scrivere era come lavorare su "un mucchio di cenere". I folgoranti Testi per nulla, 1954, costituiscono un esempio di questa impasse creativa, rimandando per filiazione diretta all'"Innominabile", e a quell'entropia a cui esso sembrava avere condotto la possibilità stessa della scrittura. Ma le celebri parole della chiusa del libro, "Non posso continuare, devo continuare", oltre a rappresentare sul piano esistenziale la volontà stoica di andare avanti comunque, nonostante l'implacabile verdetto sulla condizione umana, sono anche un enunciato programmatico delle opere a venire. Opere brevi e dense, contrassegnate da uno straordinario rigore formale e da una sempre maggiore economia espressiva, in cui, tra gli esiti maggiori, si segnalano Come è (1961), Compagnia (1979), Worstward Ho (1984).

## Opere

### Opere drammatiche
Teatro
- Eleutheria (1947, ma pubblicata nel 1995)
- Aspettando Godot - En attendant Godot - Waiting for Godot (1952), trad. Carlo Fruttero (1968)
- Finale di partita - Fin de partie - Endgame (1956), trad. Carlo Fruttero (1968)
- Atto senza parole I - Acte sans paroles - Act Without Words I (1956), trad. Carlo Fruttero (1968)
- Atto senza parole II - Acte sans paroles. II - Act Without Words II (1957), trad. Carlo Fruttero (1968)
- L'ultimo nastro di Krapp - Krapp's Last Tape - La dernière bande (1958), trad. Carlo Fruttero (1968)
- Teatro I - Fragment de théâtre I - Rough for Theatre I (fine anni 1950, ma 1976), trad. Floriana Bossi (1978)
- Teatro II - Fragment de théâtre II - Rough for Theatre II (fine anni 1950, ma 1977), trad. Floriana Bossi (1978)
- Giorni felici - Oh les beaux jours - Happy Days (1961), trad. Carlo Fruttero (1968)
- Commedia - Play - Comédie (1963), trad. Carlo Fruttero (1968)
- Va e vieni - Come and go - Va-et-vient (1965), trad. Carlo Fruttero (1968)
- Respiro - Breath - Souffle (1968), trad. Floriana Bossi (1978)
- Non io - Not I - Pas moi (1972), trad. John Francis Lane (1974)
- Quella volta - That Time - Cette fois (1975), trad. Carlo Fruttero e Franco Lucentini (1978)
- Passi - Footfalls - Pas (1975), trad. Floriana Bossi (1994)
- Un pezzo di monologo - A Piece of Monologue - Solo (1980), trad. Carlo Fruttero e Franco Lucentini (1978)
- Dondolo - Rockaby - Berceuse (1981), trad. Carlo Fruttero e Franco Lucentini (1978)
- Improvviso dell'Ohio - Ohio Impromptu - Impromptu d'Ohio (1981), trad. Carlo Fruttero e Franco Lucentini (1978)
- Catastrofe - Catastrophe (1982), trad. Camillo Pennati (1985)
- Cosa dove - What Where - Quoi où (1983), trad. Camillo Pennati (1985)

Radio
- Tutti quelli che cadono - All that Fall - Tous ceux qui tombient (1957), trad. Carlo Fruttero (1968)
- Ceneri - Embers - Cendres (1959), trad. Carlo Fruttero (1968)
- Il vecchio motivetto - The Old Tune - La manivelle (1960), trad. Camillo Pennati (1985)
- Parole e musica - Words and Music - Paroles et musique (1961), trad. Carlo Fruttero (1968)
- Radio I - Esquisse radiophonique - Rough for Radio I (1961), trad: Floriana Bossi (1978)
- Radio II - Pochade radiophonique - Rough for Radio II (1961), trad. Floriana Bossi (1978)
- Cascando (1962), trad. Carlo Fruttero (1968)

Televisione
- Di' Joe - Dis Joe - Eh Joe (1965), trad. Carlo Fruttero (1968)
- Trio degli spiriti - Ghost Trio - Trio du fantôme (1975), trad. Floriana Bossi (1978)
- ... nuvole... - ... but the clouds... - ... que nuages... (1976), trad: Floriana Bossi (1978)
- Quad (1981), trad. Camillo Pennati (1985)
- Nacht und Träume (1982), trad. Camillo Pennati (1985)

Cinema
- Film (1965), trad. Maria Giovanna Andreolli (1985)

### Prosa
Romanzi
- Dream of Fair to Middling Women (1932, ma pubblicato nel 1992)
- Murphy (1938), trad. Franco Quadri (1962); trad. Gabriele Frasca (2003)
- Watt (1945, ma pubblicato nel 1953), trad. Cesare Cristofolini (1978), trad. Gabriele Frasca (1998)
- Mercier e Camier - Mericer et Camier - Mercier and Camier (1946, ma pubblicato nel 1970), trad. Luigi Buffarini (1971), trad. Chiara Montini (2015)
- Molloy (1951), trad. Piero Carpi De' Resmini (1970), trad. Aldo Tagliaferri (1996)
- Malone muore - Malone meurt - Malone Dies (1951), trad. Giacomo Falco (1970), trad. Aldo Tagliaferri (1996)
- L'innominabile - L'Innomable - The Unnamable (1953), trad. Giacomo Falco (1970), trad. Aldo Tagliaferri (1996)
- Come è - Comment c'est - How It Is (1961), trad. Franco Quadri (1965)

Novelle
- Primo amore - First Love - Premier amour (1946, ma pubblicata nel 1970), tr. Franco Quadri (1972)
- Quello che è strano, via - All strange away (1964, prima edizione 1976), trad. Roberto Mussapi (1989), trad. Massimo Bocchiola (2010)
- Compagnia - Company - Compagnie (1979), trad. Roberto Mussapi (1981), trad. Gabriele Frasca (2008, in In nessun modo ancora)
- Mal visto mal detto - Ill Seen Ill Said - Mal vu mal dit (1981), trad. Renzo Guidieri (1994)
- Worstward Ho (1984), trad. Roberto Mussapi (1986), trad. Gabriele Frasca (2008, Peggio tutta, in In nessun modo ancora)

Racconti
- Ends and Odds (1929)
- For Future Reference (1929)
- The Possessed (1931)
- Hell crane to starling (1931)
- Yoke of Liberty (1931)
- Return to the vestry (1931)
- Casket off Pralinen for a Daughter of a Dissipated Mandarin (1931)
- Sedendo et quiescendo (1932), estratto di Dream of Fair to Middling Women
- A Case in a Thousand (1934)
- As the Story Was Told (1934), trad. Susanna Basso (su «Idra», 2, 1990)
- Più pene che pane (1934) - More Pricks than Kicks - Bande et sarabande, trad. Alessandro Roffeni (1970)
  - Dante e l'aragosta - Dante and the lobster - Dante et le homard (1932)
  - Fingal (1934)
  - Ding-dong (1934)
  - Una notte umida - A Wet Night - Rincée nocturne (1934)
  - Amore e Lete - Love and Lethe - Amour et Léthé (1934)
  - Una passeggiata - Walking Out - Promenade (1934)
  - Che disavventura - What a Misfortune - Quelle calamité (1934)
  - Il Billet Doux della Smeraldina - The Smeraldina's Billet Doux - Le Billet Doux de la Smeraldina (1934)
  - Giallo - Yellow - Blême (1934)
  - Rimasugli - Draff - Résidu (1934)
- Testi per nulla - Texts for Nothing - Textes pour rien (1954), trad. Carlo Cignetti (1967)
- Da un'opera abbandonata - From an abandoned work - D'un Ouvrage abandonné (1955), trad. Valerio Fantinel (1969), trad. Gianni Celati (su «Il semplice», 6, 1997)
- Immaginazione morta immaginate - Imagination morte imaginez - Imagination dead imagine (1965), trad. Guido Neri (1969)
- Bing - Ping (1966), trad. Guido Neri (1969)
- Basta - Assez - Enough (1967), trad. Guido Neri (1969)
- Senza - Lessness - Sans (1970), trad. Renato Oliva (1972)
- Lo spopolatore - Le dépeupleur - The lost ones (1970), trad. Renato Oliva (1972)
- Lo sfrattato - L'Expulsé - The Expelled (1955), trad. Carlo Cignetti (1967)
- Il calmante - Le Calmant - The Calmative (1955), trad. Carlo Cignetti (1967)
- La fine - La fin - The End (1955), trad. Carlo Cignetti (1967)
- Per finire ancora e altri fallimenti – For to End Yet Again and Other Fizzles - Pour finir encore et autres foirades (1970), trad. Edda Melon (1978)
  - Fallimento I - Foirade I - Fizzles I (1972)
  - Fallimento II - Foirade II - Fizzles II (1950)
  - Fallimento III: In lontananza un uccello - Foirade III: Au loin un oiseau - Fizzles III: Afar a bird (1975)
  - Fallimento IV - Foirade IV - Fizzles IV (1950)
  - Vedersi (Fallimento V) - Foirade V: Se voir - Fizzles V (1950)
  - Fallimento VI - Foirade VI - Fizzles VI (1950)
  - Immobile - Immobile - Fizzles VII: Still (1974)
  - Per finire ancora - Pour finir encore - Fizzles VIII: For to End Yet Again (1975)
- Né l'uno né l'altro - Neither (1976), trad. Gabriele Frasca (2008)

Altro
- Proust (1931), trad. Carlo Gallone (1978); a cura di P. Pagliano (2004)
- Tre dialoghi (con Georges Duthuit e Jacques Putnam) (1949), trad. Gianni Celati (su «In forma di parole», 1986)
- Disjecta (1983), trad. Aldo Tagliaferri (1991)
  - Dante... Bruno. Vico.. Joyce (1929), in Introduzione a Finnegans Wake
  - Il concentrismo - Le concentrisme (1930)
  - Sogno di donne attraenti o mediamente attraenti (estratto da Dream of Fair to Middling Women) (1932)
  - Lettera tedesca del 1937 - Letter to Axel Kaun (1937)
  - I due bisogni - Le deux besoins (1937)
  - Schwabenstreich (1934)
  - Proust a pezzi (1934)
  - Quietismo umanistico (1934)
  - Poesia irlandese recente (1934)
  - Ex Cathezra
  - Il Dante di Papini - Papini's Dante (1934)
  - L'essenziale e il secondario - The essential and the incidental (1934)
  - Censura nello stato libero d'Irlanda - Censorship in the Saorstat (1935)
  - Un'opera di immaginazione! - An imaginitive work! (1936)
  - Intercessioni di Denis Devlin - Denis Devlin (1938)
  - MacGreevy su Yeats - McGreevy on Yeats (1945)
  - Gli indemoniati (1930)
  - Su Murphy (lettera a Thomas McGreevey del 17 luglio 1936)
  - Su Murphy (lettera a George Reavey del 13 novembre 1936)
  - Sulle opere fino al 1951 (lettera a Jérome Lindon) (1967)
  - Su Finale di partita (passi di lettere ad Alan Schneider) (1958)
  - Su Commedia (lettera a George Devine) (1971)
  - Su Murphy (lettera a Sigle Kennedy) (1971)
  - Su Finale di partita (dal programma di sala tedesco dello Schiller Theater) (1967)
  - Geer van Velde (Gallery Peggy Guggenheim) (1938)
  - La pittura dei van Velde, ovvero il mondo e i pantaloni - La peinture des van Velde ou le monde et le pantalon (1945)
  - Pittori dell'impedimento - Peinture de l'empêchement (1948)
  - Tre dialoghi (con Tal-Coat, Masson e Bram van Velde) (1949)
  - Henri Hayden, uomo-pittore - Henri Hayden, homme-peintre (1952)
  - Hayden (Galleria Suillerot, Paris) (1960)
  - Per Avidgor Arikha (1966)
  - Desideri umani - Human Wishes (1937)
  - Poesie di Rilke (1934)
  - Omaggio a Jack B. Yeats - Hommage à Jack B. Yeats (1954)

### Poesia
- Puttanoroscopo (trad. Rodolfo J. Wilcock, 1971) o Oroscopata (trad. Gabriele Frasca, 1999) - Whoroscope (1930)
- Gnomo - Gnome (1934), trad. Gabriele Frasca (1999)
- Home Olga (1934), trad. Gabriele Frasca (1999)
- Echo's Bones and other Precipitates (1935)
  - L'avvoltoio - The vulture
  - Enueg I
  - Enueg II
  - Alba
  - Dortmunder
  - Sanies I
  - Sanies II
  - Serena I
  - Serena II
  - Serena III
  - Malacoda
  - Da tagte es
  - Ossi dell'eco - Echo's Bones
- Collected Poems in English (1961)
  - Cascando (1936)
  - Saint-Lô (1946)
  - Dieppe (1937 e 1946)
  - My way is in the sand flowing (1948)
  - What would I do without this world faceless incurious (1948)
  - I would like my love to die - Je voudrais que mon amour meure (1948)
- Ooftish (1938), trad. Gabriele Frasca (1999)
- Canzone - Song (1938), trad. Gabriele Frasca (1999)
- Poèmes suivi de mirlitonnades, trad. Giovanni Bogliolo (1978)
  - Elles viennent (1946)
  - À elle l'acte calme (1946)
  - Être là sans mâchoires sans dents (1946)
  - Ascension (1946)
  - La Mouche (1946)
  - Musique de l'indifférence (1946)
  - Bois seul (1946)
  - Ainsi a-t-on beau (1946)
  - Rue de Vaugirard (1946)
  - Arènes de Lutèce (1946)
  - Jusque dans la caverne ciel et sol (1946)
  - Bon bon il est un pays (1955)
  - Mort de A.D. (1939)
  - Vive morte ma seule saison (1939)
  - Je suis ce cours de sable qui glisse (1948)
  - Que ferais-je sans ce monde sans visage sans questions (1948)
  - Hors crâne seul dedans (1976)
  - Mirlitonnades (1978), anche in trad. Gabriele Frasca (Filastroccate)
- Dread Nay (1974)
- Something there (1974)
- Thither (1974)
- Roundelay (1974)
- Pss (1974)
- Pseudo-Chamfort
  - Wit in fools has something shocking - Le sot qui a un moment d'esprit étonne et scandalise (1974)
  - The trouble with tragedy is the fuss it makes - Le théâtre tragique a le grand inconvénient moral (1975)
  - Better on yor arse than on your feet - Quand on soutient que les gens les moins sensibles (1975)
  - Live and clean forget from day to day - Quand on a été tourmenté, bien fatigué (1975)
  - Ask of all-healing, all-consoling thought - La pensée console de tout er remédie à tout (1975)
  - Hope is a knave befools us evermore - L'ésperance n'est qu'un charlatan (1975)
  - Sleep till death - Vivre est une maladie dont le sommeil nous soulage  (1975)
  - How hollow heart and full - Que le cœur de l'homme est creux et plein d'ordure (1975)
- Collected Poems in English and French (1977)
- Heard in the Dark (1979)
- Qual è la parola - What is the Word - Comment dire (1982), trad. Gabriele Frasca (2008, in In nessun modo ancora), esiste una trad. Nadia Fusini (Come dire) su «Leggere», 22, 1990; una di R. Barone su «Poesia», marzo 1991
- Ultimi sussurri - Stirrings Still - to Barney Rosset (1985), trad. Sergio Cigada (1988); trad. Gabriele Frasca (Fremiti fermi) (2008, in In nessun modo ancora)

### Traduzioni
- Poesie di Eugenio Montale e Giovanni Comisso (1930)
- Anna Livia Plurabelle di James Joyce (traduzione francese di Beckett, 1931)
  - Anna Livia Plurabelle di James Joyce nella traduzione di Samuel Beckett (1931). Versione italiana di James Joyce e Nino Frank, Collana Scrittori tradotti da scrittori.Serie trilingue, Einaudi, Torino, 1996.
- Le bateau ivre di Arthur Rimbaud (1932)
- Negro: an Anthology (a cura di Nancy Cunard) (1934)
- Seven Poems di Paul Éluard (1936)
- Anthology of Mexican Poems (a cura di Octavio Paz, 1958)
- The Old Tune di Robert Pinget (1963)
- Zone di Guillaume Apollinaire (1972)

### Lettere e testimonianze
Lettere
- The Letters of Samuel Beckett. 1929-1940, edited by Martha Dow Fehsenfeld, Lois More Overbeck, Dan Gunn, George Craig, 2008 (Lettere. 1929-1940, edizione italiana a cura di Franca Cavagnoli, trad. di Massimo Bocchiola e Leonardo Marcello Pignataro, Adelphi, Milano, 2018)
- The Letters of Samuel Beckett. 1941-1956, edited by Martha Dow Fehsenfeld, Lois More Overbeck, Dan Gunn, George Craig, 2011
- The Letters of Samuel Beckett. 1957-1965, edited by Martha Dow Fehsenfeld, Lois More Overbeck, Dan Gunn, George Craig, 2014
- The Letters of Samuel Beckett. 1966-1969, edited by Martha Dow Fehsenfeld, Lois More Overbeck, Dan Gunn, George Craig, 2016

Testimonianze e biografie
- I. Shenker (a cura di), Moody Man of Letters, intervista su «New York Times» del 6 maggio 1956, trad. Marina Peggion («La Repubblica», 24 giugno 1997)
- E.Scorza, Τὶs πρὸσ Beckett; Elementi tragici nella drammaturgia di Samuel Beckett: il fallimento tragico e il sentimento di continuazione[8].
- Messenger of Gloom, intervista anonima su «The Observer» del 9 novembre 1958
- A. Kamyabi Mask, Dernière rencontre avec Samuel Beckett (1960)
- Alan Schneider, Aspettando Beckett - Any Way You Like, Alan: Working with Beckett - Comme il vous plaira, Alan (1958), testimonianza del regista di Film, trad. Elena Cassarotto, 1994; Com'è stato girato Film, trad. Paolo Bertinetti (1969); Come vuoi, Alain: lavorando con Beckett, trad. Lorenzo Mucci (in Le ceneri della commedia, 1997)
- G. D'Aubarède, Interview avec Samuel Beckett, su «Nouvelles Littéraires» del 16 febbraio 1961
- Charles Marowitz, A Quick Walk Away from Samuel Beckett, intervista su «“Village Voice», I, 1, marzo 1962
- J. Gruen, Samuel Beckett talks about Samuel Beckett, intervista su «Vogue», febbraio 1970
- Jack MacGowran, L'alchimia di un incontro decisivo (MacGowran on Beckett) (1973), trad. Lorenzo Mucci (in Le ceneri della commedia, 1997)
- Walter D. Asmus, Beckett dirige Godot (Beckett directs Godot) (1975), trad. Lorenzo Mucci (in Le ceneri della commedia, 1997)
- sezioni Témoignages e Rencontres su «Cahier de l'Herne: Beckett», 1976 (Jérôme Lindon, Richard Seaver, Emil Cioran, Abraham Jacob Leventhal, Ludovic Janvier, Roger Blin, Tom Bishop)
- Charles Juliet, Rencontre avec Samuel Beckett (1968, 1973, 1975, 1977) (1977)
- Luigi Granetto, Una voce dal pianeta Beckett, Ed. Azzurro, Roma 1982.
- Rick Clucchey, Un foglio bianco da disegnare (i miei anni con Beckett), trad. Lorenzo Mucci (in Le ceneri della commedia, 1997)
- Jonathan Kalb, Conversazione con Billie Whitelaw (1988), trad. Lorenzo Mucci (in Le ceneri della commedia, 1997)
- Lawrence Shainberg, Lawrence Shainberg racconta Samuel Beckett («The Paris Review», 1992), trad. Claudia Di Giacomo (1996)
- Deirdre Bair, Samuel Beckett. A Biography (1978), trad. presso Garzanti
- Robert Pinget, Notre ami Sam, su «Critique», 519-520, agosto-settembre 1990: Samuel Beckett
- André Bernold, L'amitié de Beckett (1992)
- Stanley E. Gontarski (a cura di), The Theatrical Notebooks of Samuel Beckett II: Endgame (1992)
- James Knowlson (a cura di), The Theatrical Notebooks of Samuel Beckett III: Krapp's last tape (1992)
- James Knowlson - D. McMillan (a cura di), The Theatrical Notebooks of Samuel Beckett I: Waiting for Godot (1993)
- Stanley E. Gontarski (a cura di), The Theatrical Notebooks of Samuel Beckett IV: The Shorter Plays (1993)
- James Knowlson, Damned to Fame: the Life of Samuel Beckett (1996), trad. presso Einaudi
- Yann Mével, L'imaginaire mélancolique de Samuel Beckett de Murphy à Comment c'est, Rodopi, coll. « Faux titre », 2008 (ISBN 9789042024564)
- Mel Gussow (a cura di), Conversations with and about Beckett (1996) (conversazioni con Samuel Beckett, Mel Gussow, Bert Lahr, Jack MacGowran, Billie Whitelaw, Mike Nichols, Deborah Warner, Martin Segal, Edward Beckett)
- Didier Anzieu, Beckett (1998), trad. Rosa Maria Salerno (2001)
- Evelyne Pieiller, Propos, intervista a James Knowlson su «Le Magazine Littéraire» n. 372, dossier Beckett (1999)
- Aliette Armel, Propos, intervista a Ludovic Janvier su «Le Magazine Littéraire» n. 372, dossier Beckett (1999)
- André Derval, Propos, intervista a John Calder su «Le Magazine Littéraire» n. 372, dossier Beckett (1999)
- John Pilling (a cura di), Beckett's Dream Notebook (1999)
- Anne Atik, Com'era. Un ricordo di Samuel Beckett (How It Was) (2001), trad. Giovanna Baglieri (2007)
- Gerry Dukes, Illustrated Lives: Samuel Beckett (2001)
- James Knowlson - Elizabeth Knowlson (a cura di), Beckett Remembering. Remembering Beckett (2006) (testimonianze di Mel Gussow, James Knowlson, Richard Seaver, Patrick Bowles, Jean Martin, Peter Woodthorpe, Ruby Cohn, Lawrence E. Harvey, Aidan Higgins, Avigdor Arikha, Martin Esslin, Eileen O'Casey, Shivaun O'Casey, Brenda Bruce, Jocelyn Herbert, Billie Whitelaw, Boleslaw Barlog - Rosemarie Koch - Klaus Herm - Horst Bollmann - Gottfried Büttner - Martin Held - Eva-Katharina Schultz - Walter Asmus (Schiller-Theater di Berlino), Rick Cluchey, Alan Mandell, Lawrence Held, Bud Thorpe, Duncan Scott, Edward Albee, Paul Auster, Jessica Tandy, Hume Cronyn, Frederick Neumann, Stanley E. Gontarski, Charles Krance, Michael Rudman, Jan Jönson, Anthony Minghella, Eugène Ionesco, Tom Stoppard, Bryan Stanley Johnson, Emil Cioran, Edna O'Brien, John Montague, Peter Brook, Jay Levy, Antoni Libera, Robert Scanlan, Raymond Federman, Grace McKinley West)